# Acacia enervia
Acacia enervia är en ärtväxtart som beskrevs av Joseph Henry Maiden och Blakeley. Acacia enervia ingår i släktet akacior, och familjen ärtväxter.

## Underarter
Arten delas in i följande underarter:
- A. e. enervia
- A. e. explicata